# Gayal
Cet article possède un paronyme, voir gavial.
Bos frontalis · Gaur, Seladang, Mithan
Pour les articles homonymes, voir Gaur.
Espèce
Synonymes
- Bos gaurus (Hamilton Smith, 1827)
- Bibos cavifrons (Hodgson, 1837)

Statut de conservation UICN

 VU A1cd+2cd, C1+2a : Vulnérable
Statut CITES
Le gaur ou seladang (Bos gaurus), sauvage, et le gayal ou mithan (ou mithun) (Bos frontalis), sauvage ou domestiqué, sont désormais considérés comme formant une seule espèce : Bos frontalis. Il s'agit du plus gros bovidé sauvage, originaire de l'Asie du Sud-Est.

## Caractéristiques
Leur robe est sombre allant du noir au brun rouge foncé. Les pattes ont une coloration blanche évoquant des bas. Les gaurs mâles atteignent 170 à 220 cm au garrot, pour 1000 à 1500 kg, alors que les femelles ne pèsent que 700 à 1000 kg. Ils présentent une crête musculaire prononcée entre les épaules et un fanon pendant entre les pattes de devant.

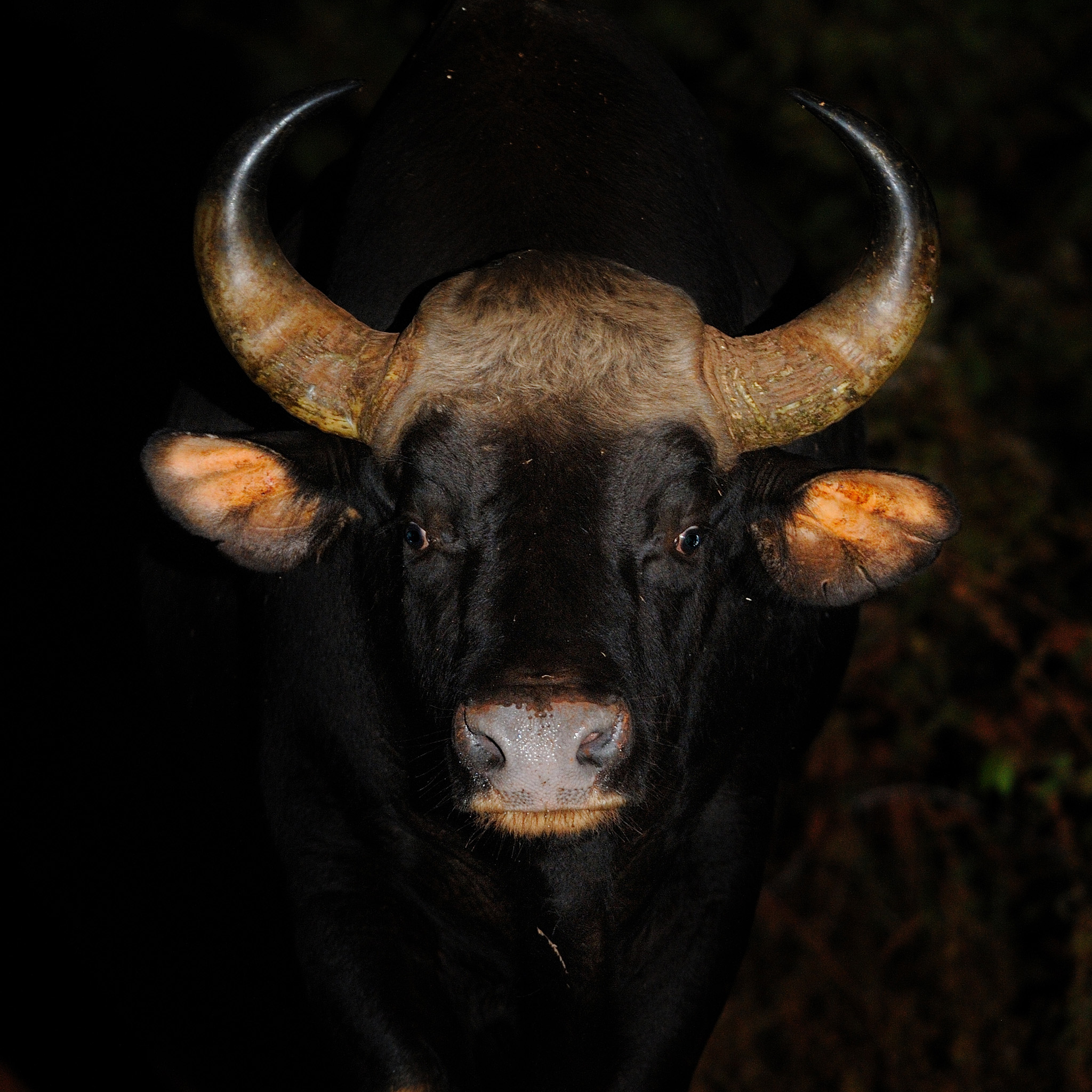
Gaur, parc national de Pang Sida, Thaïlande

Les gayals ou mithans diffèrent des gaurs par des pattes plus courtes. Leurs taureaux n'ont pas de bosse dorsale. Leurs cornes poussent directement vers le haut, alors que celles des gaurs s'incurvent avec les pointes en vis-à-vis. Ces dernières, longues d'environ 80 cm, sont blondes à la base avec les pointes noires. Elles sont implantées dans un massif volumineux situé sur le dessus de la tête.

## Répartition

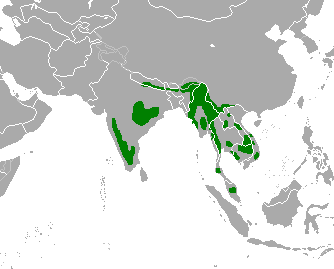
Aire de répartition des gaurs.

Les gaurs vivent de l'Inde (Bos frontalis gaurus) à l'Indochine (Bos frontalis laosiensis) en passant par le Tibet et le Yunnan (sud de la Chine).
Ils se sont éteints au Sri Lanka pendant la période historique. Leurs fossiles ont été nommés Bos frontalis sinhaleyus † (Deraniyagala, 1939).

## Alimentation
Les gaurs et gayals se nourrissent d'herbes, de jeunes feuilles d'arbres, de fruits, de fibres de bois et de bambous.

## Sous-espèces et noms vernaculaires
- Bos frontalis gaurus[3] — gauri gau, gaur (Népal, Inde), gaviya en Marāṭhī, jungli khoolga en Dakkhani…
- Bos frontalis frontalis[4] — asseel gyal[5], gayal (Chittagong), gabay[6] (Sylhet), bunnoorea ghooroo en Assamais…
- Bos frontalis laosiensis[7] — seladang en malais, krating (กระทิง ou เมย) en thaï, katu poth, peoung (Birmanie).
- Bos frontalis sinhaleyus † — (Sri Lanka)

## Écologie et comportement

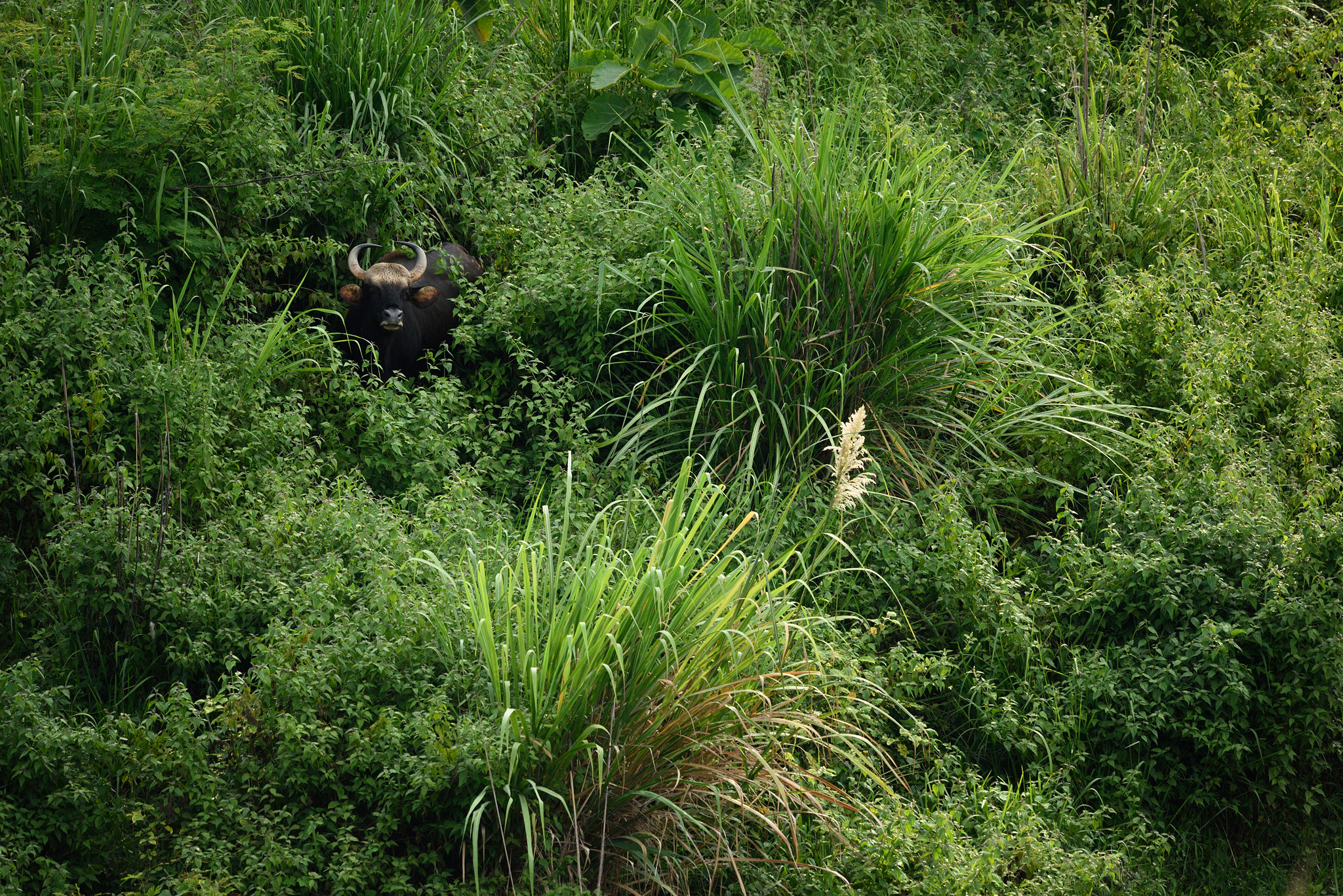
Gaur dans les collines forestières du parc national de Khao Yai, Thaïlande.

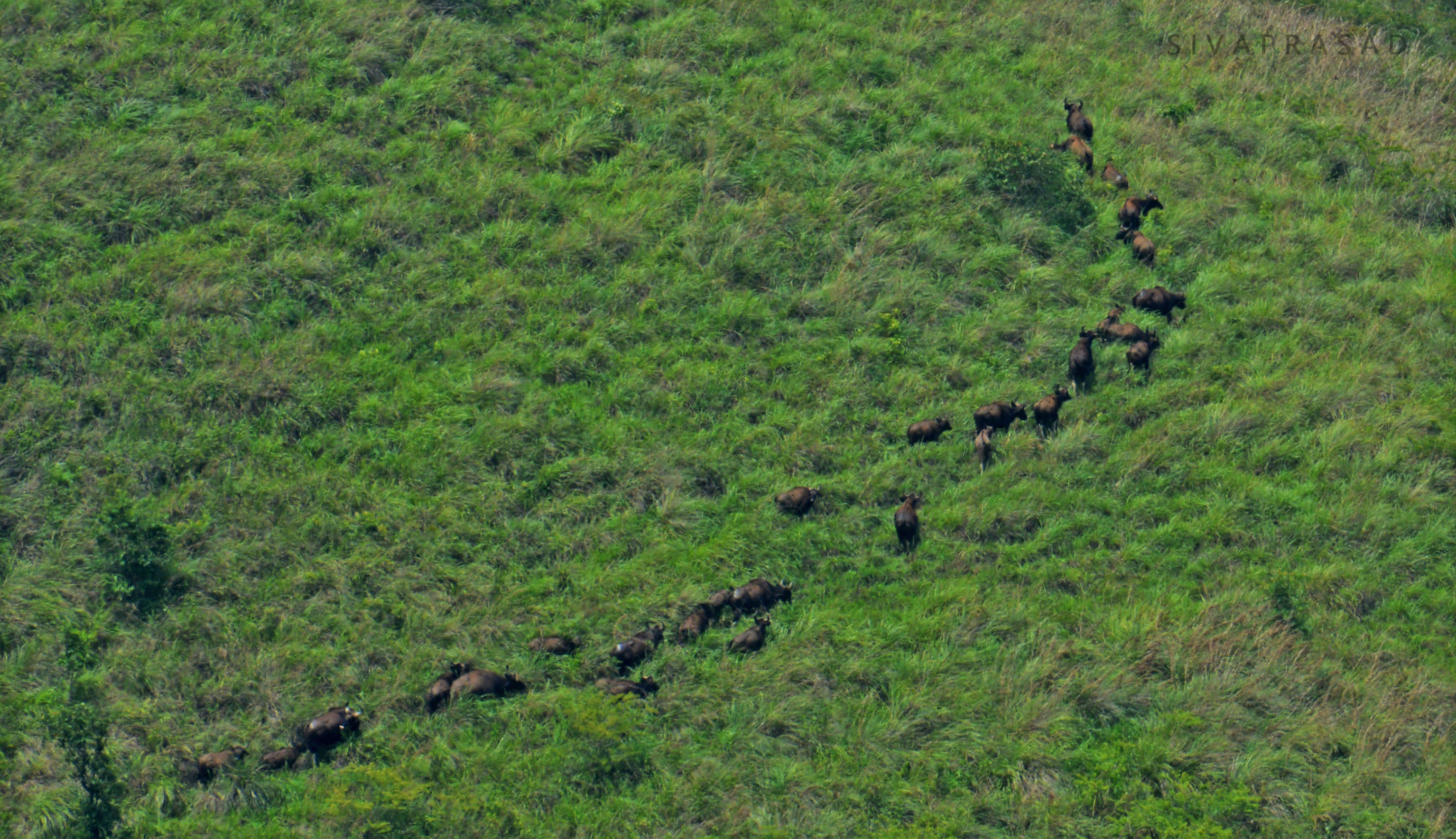
Troupeau de gaurs se déplaçant en file indienne.

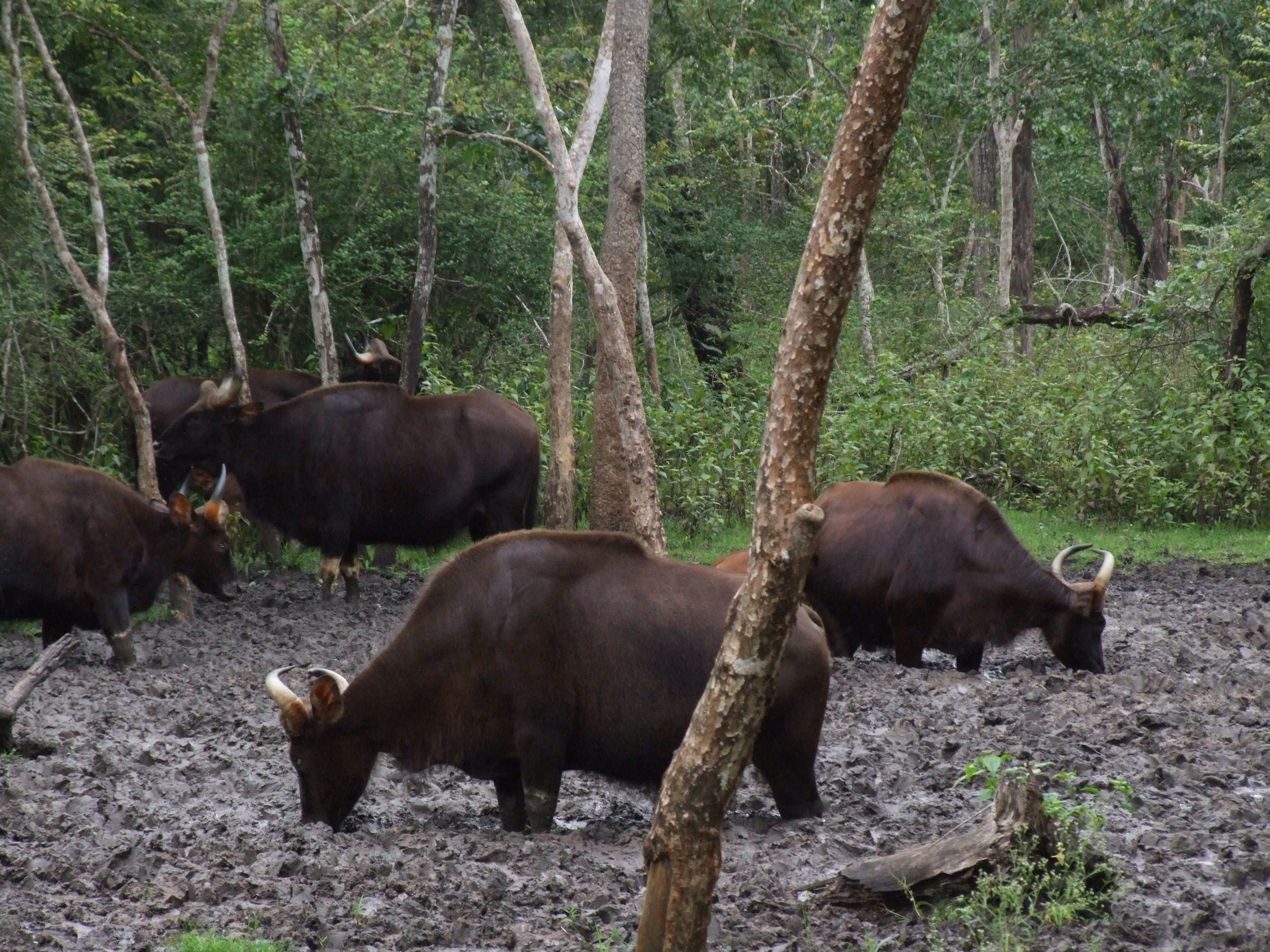
Gaurs dans le parc national de Nagarhole, Inde.

À l’état sauvage les gaurs vivent en petits troupeaux pouvant compter jusqu’à quarante individus, se nourrissant d’herbes, de jeunes pousses et de fruits. Les jeunes sont surtout la proie des tigres et des léopards. Les tigres sont parmi les rares prédateurs (autres que l'homme) à pouvoir tuer un adulte, dont le poids peut atteindre une tonne.
Là où ils ne sont pas troublés par l’homme, les gaurs mènent une vie essentiellement diurne, montrant le plus d’activité le matin et en fin d'après-midi, et se reposant aux heures les plus chaudes de la journée. Cependant, là où des populations humaines ont dérangé leur mode de vie, comme d'autres espèces de mammifères, ils sont devenus en grande partie nocturnes, et on en voit rarement en espace découvert après 8 heures du matin. À la saison sèche, les troupeaux se rassemblent et résident dans des secteurs restreints, ne se dispersant dans les collines qu'à l'arrivée de la mousson. Alors qu’ils dépendent de l'eau pour boire, ils ne semblent ni se vautrer ni même se baigner. En cas d’alerte ils courent à une vitesse surprenante pour se réfugier sous le couvert de la jungle.
Ils vivent en troupeaux conduits par un mâle adulte, le seul qui en fasse partie. Au plus fort de la saison des amours, des mâles isolés errent à la recherche de femelles réceptives. Les combats entre mâles sont peu violents, la taille étant le principal facteur de dominance. Quand ils veulent s’accoupler, les mâles lancent un profond meuglement, appel clair et sonore, qui peut porter à plus de 1,6 kilomètre. La femelle donne naissance, après neuf mois de gestation, à un seul petit qui pèse environ vingt kg et qui est sevré en neuf mois.
Les gaurs émettent également une sorte de sifflement qui leur sert de signal d'alarme, et un cri plus bas qui rappelle le beuglement des vaches.
La densité moyenne des populations est d’environ 0,6 animal au kilomètre carré, avec des troupeaux qui occupent un espace de 80 kilomètres carrés environ.

## Les hommes et les gaurs

### Danger pour la survie

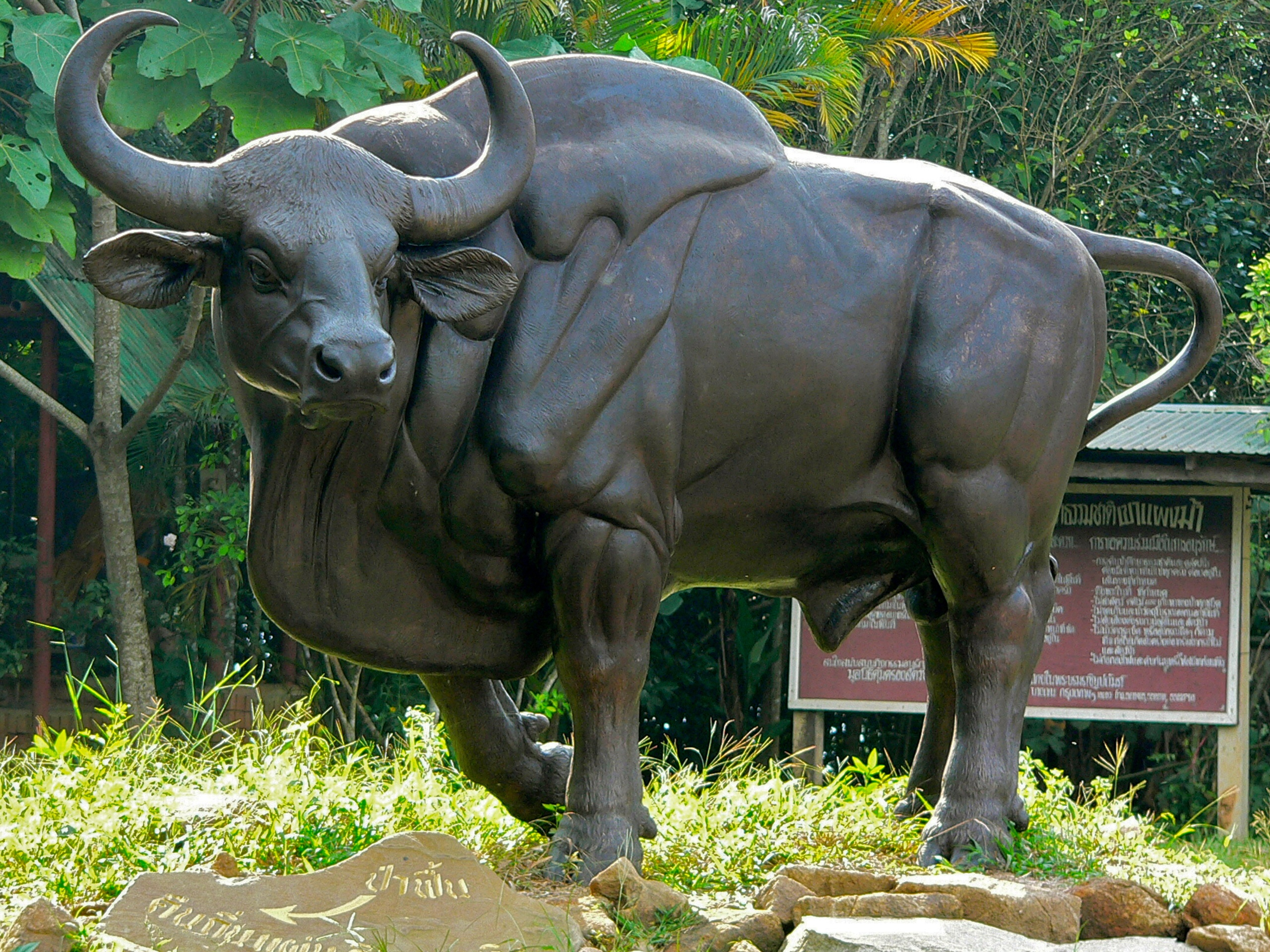
Statue de gaur (Thaïlande).

L'UICN range le gaur parmi les espèces en danger. La chasse et les épidémies qui frappent le bétail ont fortement réduit leur effectif. Aujourd'hui, il reste environ 20 000 gaurs sauvages qui vivent dispersés et isolés les uns des autres dans des régions très limitées. L’évolution des populations varie selon les pays : en Inde où les réserves se sont accrues dans les années 1990, vivent aujourd'hui 90 % de tous les gaurs sauvages. Au contraire, dans tous les pays du Sud-Est asiatique la situation est dramatique : toutes les populations y sont menacées de disparition.

### Domestication
Les gaurs appartiennent aux cinq espèces de bovins qui ont été domestiquées par l’homme. La variété domestique est appelée gayal ou mithan (Bos frontalis frontalis). Le gayal est nettement plus petit que son ancêtre sauvage. On l’emploie comme bête de somme ou pour produire de la viande. Les gayals ne sont employés que dans les régions indiennes de Manipur et de Nagaland, frontalières du Myanmar ou encore au Bangladesh au nord-est de Chittagong ; ailleurs, on les trouve en petit nombre et ils ne sont pas domestiqués. Le plus souvent, les troupeaux de gayals vivent à moitié sauvages dans la jungle et ne viennent qu’occasionnellement dans les villages. En de nombreux endroits, cependant, les gayals ont été croisés avec des bœufs domestiques ; ces hybrides sont utilisés dans d'autres régions de l'Inde. On retrouve chez eux les qualités typiques des animaux domestiques.

Galerie
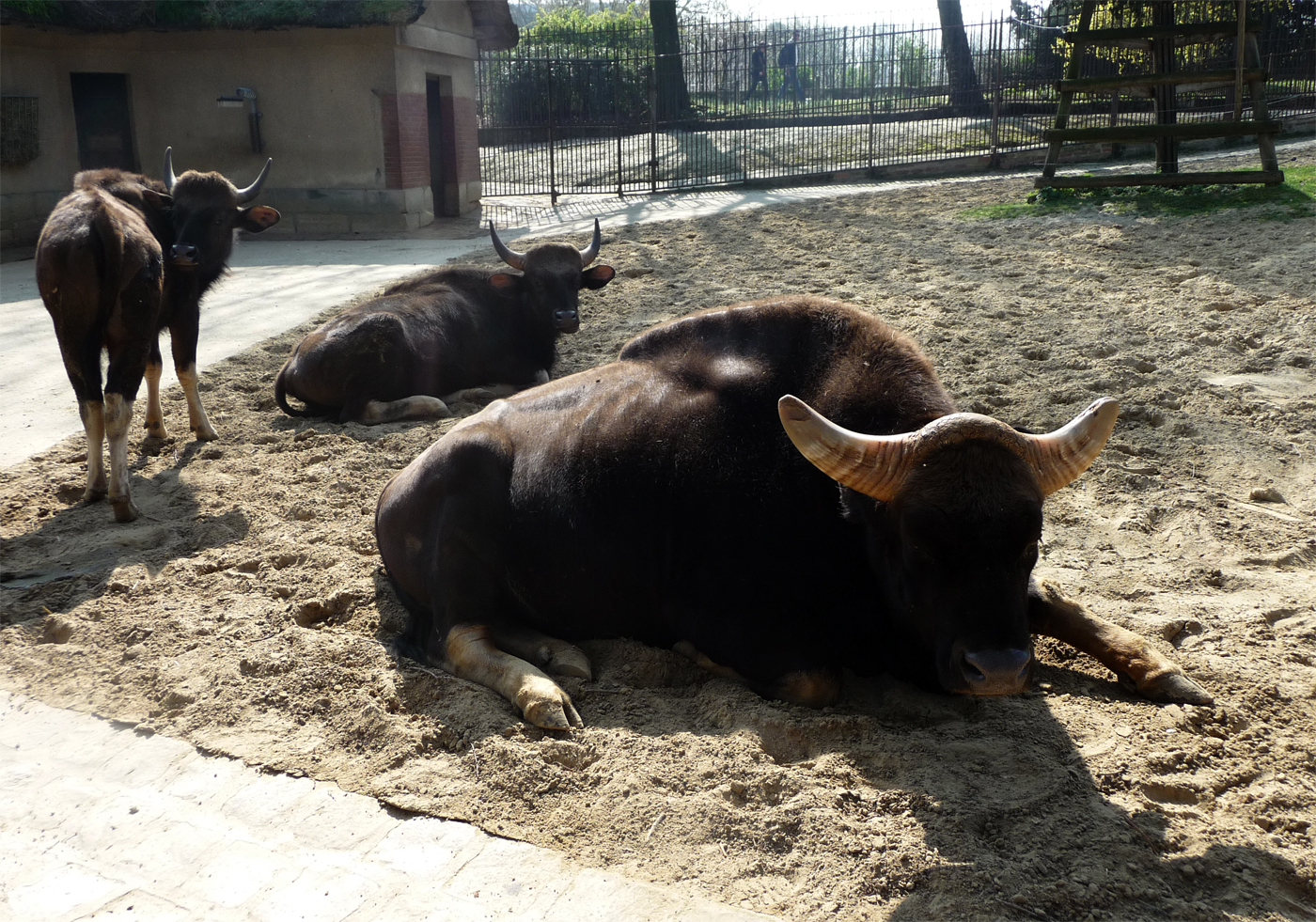
Gaurs à la ménagerie du Jardin des plantes à Paris.
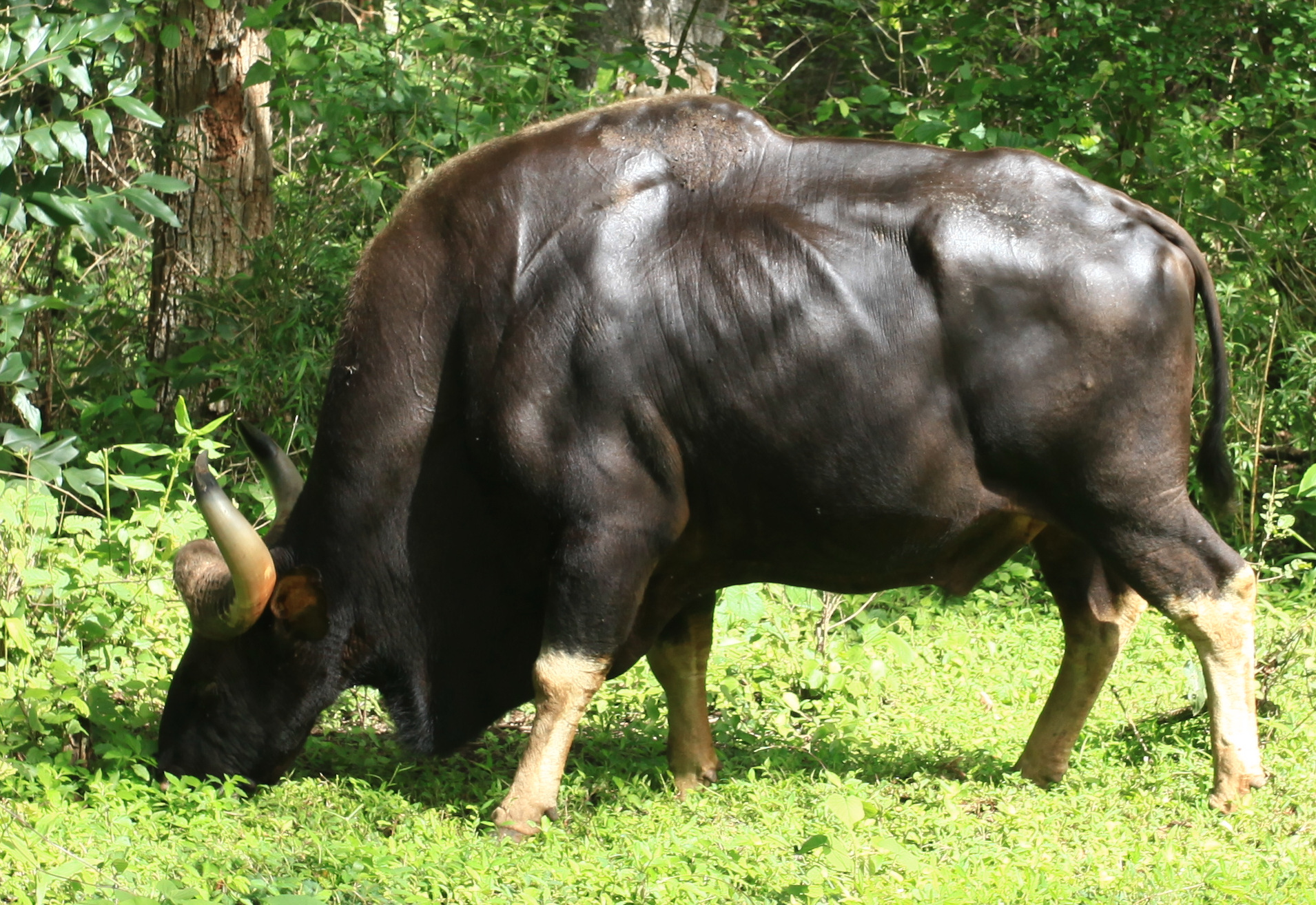
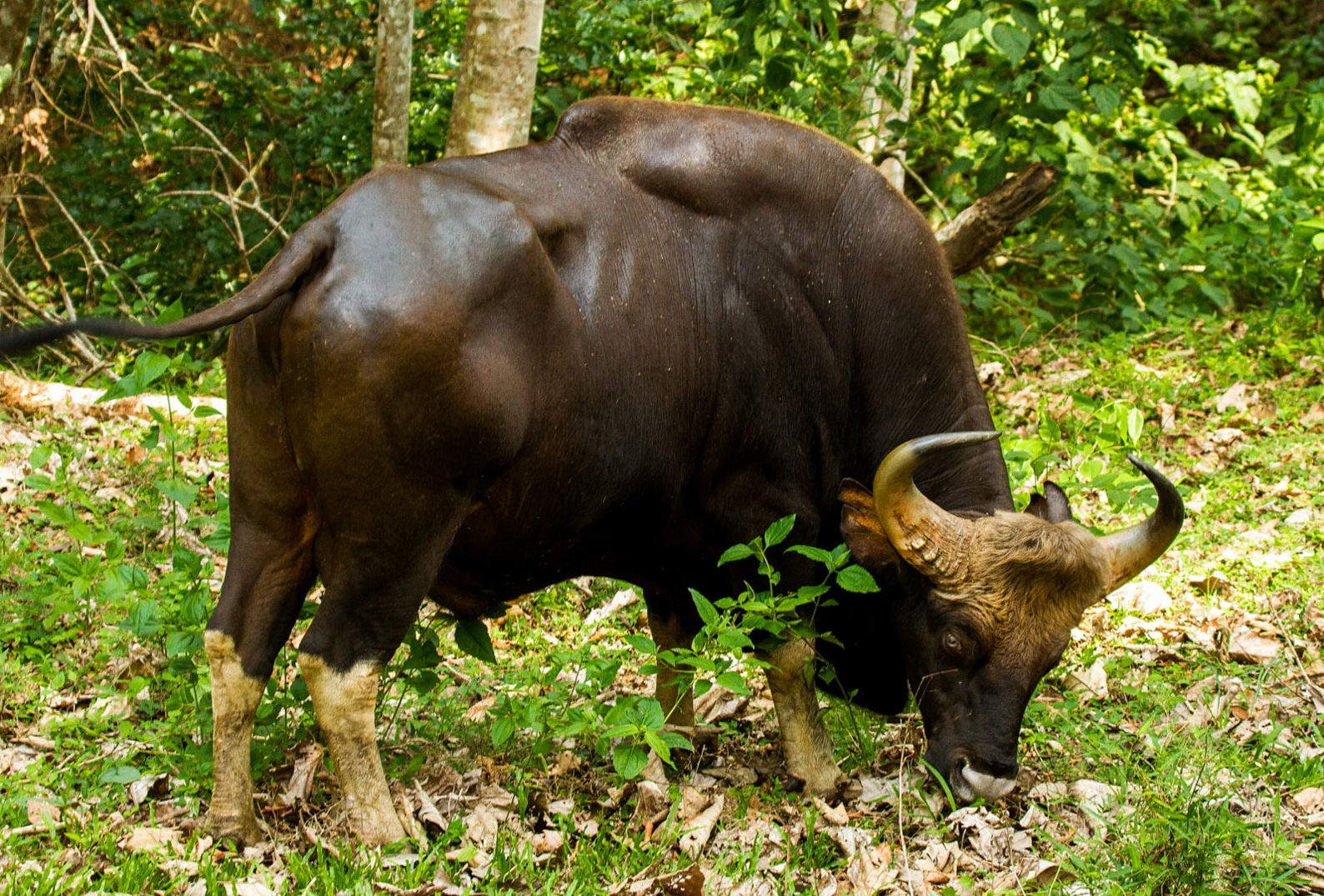
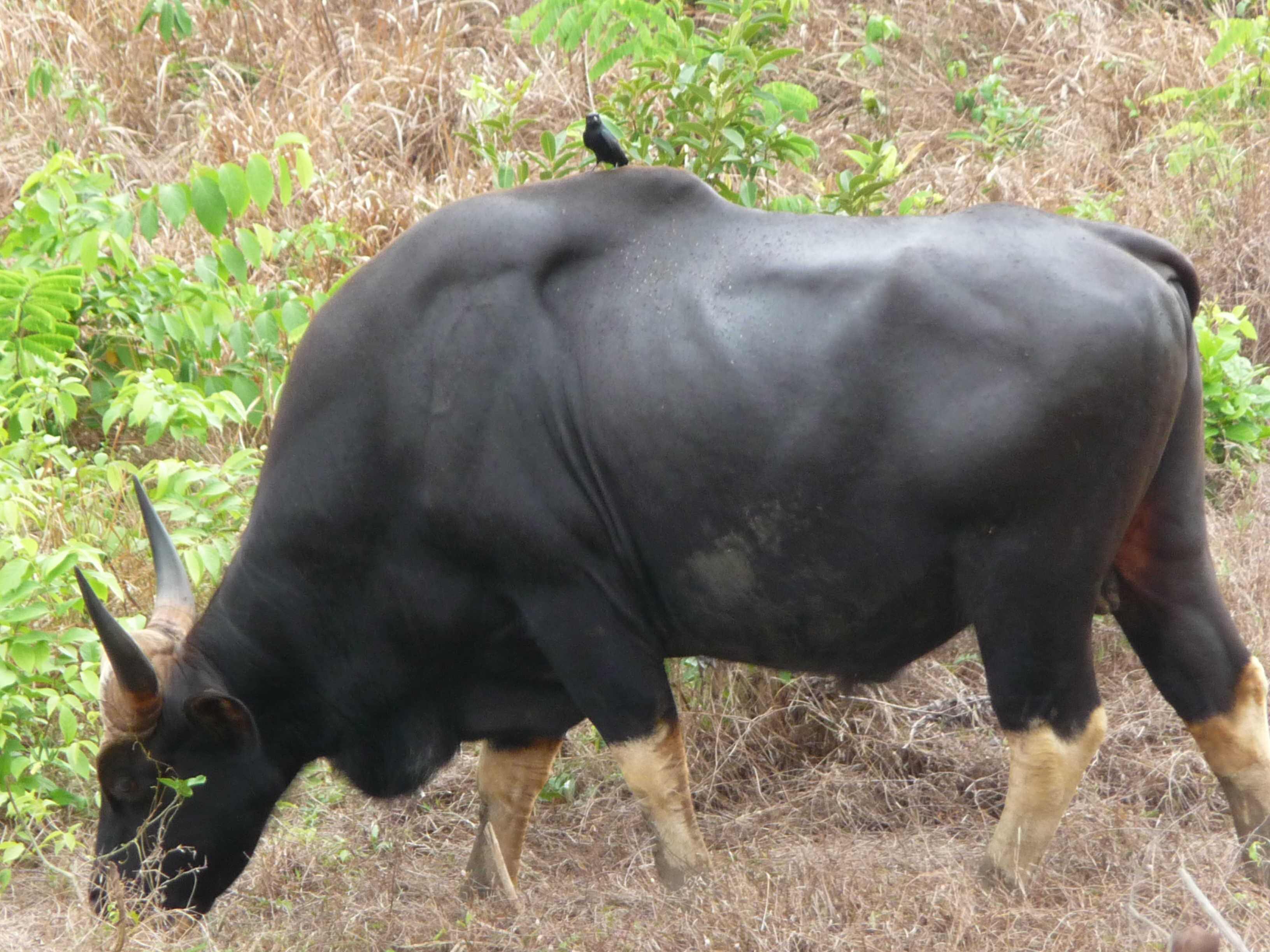
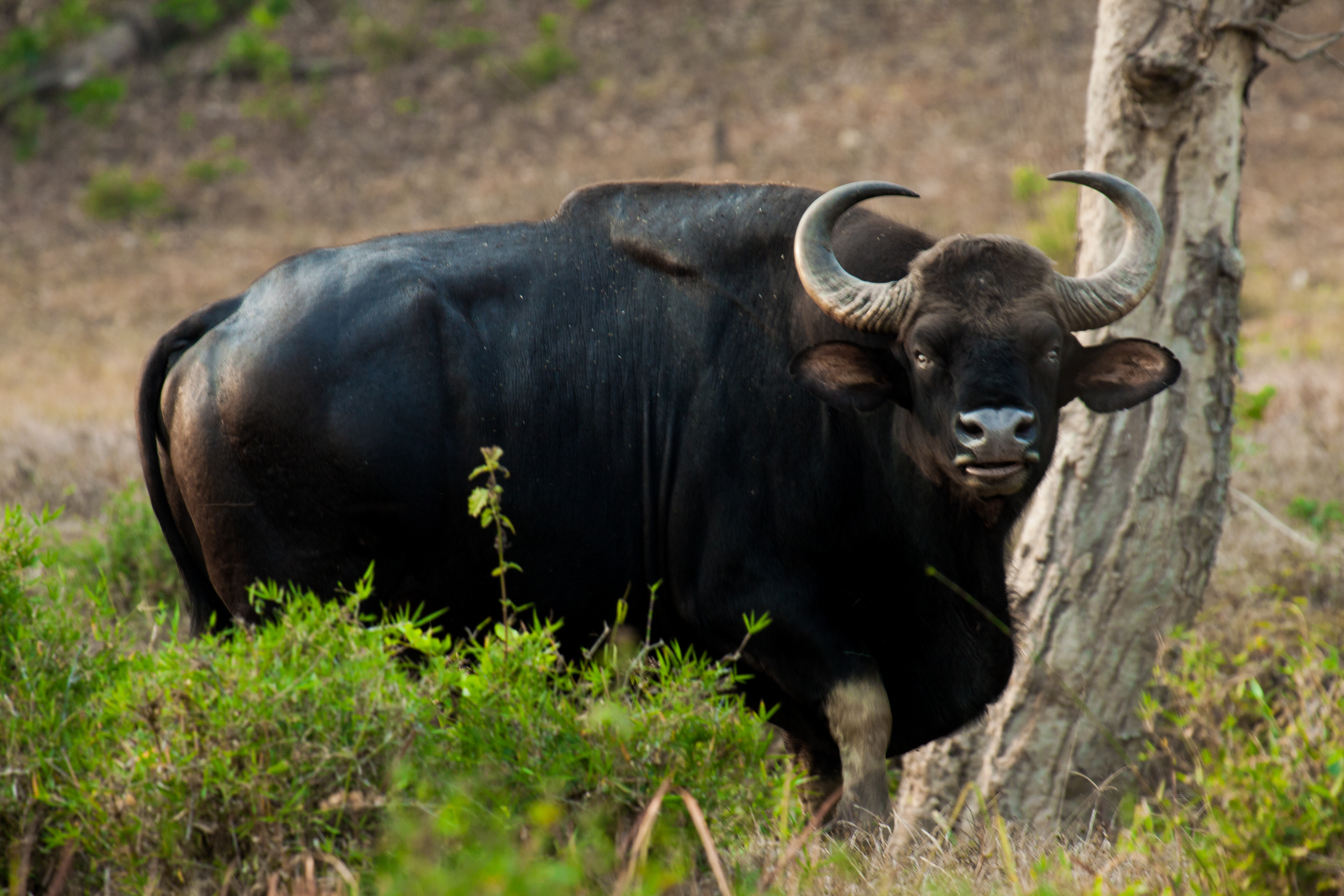